# Titanes Capital del Distrito Federal
Los Titanes Capital del Distrito Federal fue un equipo que participó en la Liga Nacional de Baloncesto Profesional con sede en la Ciudad de México, México.

## Historia
La inquietud de participar en este deporte surge a mediados del año 2008, con lainiciativa de un grupo jugadores, amigos y familiares de tener una actividad recreativa,razón por lo que se participó en la liga de basquetbol del Sindicato del IMSS en lacategoría de segunda fuerza amateur, donde adquirimos el nombre de TEMORES al obtener nuestro primer campeonato en el 2008 / 2009, lo que nos brindó la confianza y fuerza para participar en otras competencias.
A partir de los logros obtenidos en diversos torneos de los que hemos sido parte,recibimos invitaciones para participar en eventos a nivel nacional; en destinos como Acapulco Guerrero, Ixtapa Zihuatanejo, Puerto Vallarta Jalisco, Puerto Peñasco, Sonora,entre otros, obteniendo grandes resultados aun cuando tuvimos que enfrentarnos a equipos conformados, por jugadores profesionales y extranjeros en su mayoría.
Con base en toda la experiencia adquirida, se tomó la decisión de reforzar el equipo con la finalidad de aprovechar sus talentos y proyectarlos a competencias con unnivel de exigencia mayor; donde lo más importante para nosotros como organización deportiva fue la aceptación y reconocimiento de todos aquellos interesados en este gran deporte.
A partir de los resultados obtenidos en ligas amateurs y después ser parte del Torneo de Liga Mayor de la Asociación del Distrito Federal de Baloncesto A.C.; donde ofrecimos una excelente competencia y espectáculo, que sin lugar a dudas a todo seguidor del basquetbol le gustaría disfrutar, hemos decidido incursionar en la LNBP y con ello dar lugar al nacimiento de Titanes, teniendo la confianza de que obtendremos grandes reconocimientos en esta nueva etapa.

## Jugadores

### Roster actual
Entrenador - Por Confirmar
Entrenador Asistente - Roberto Zaragoza
Jugadores 
- Luis Pulido
- Rafael Sandoval
- Alfonso Flores "Poncho"
- Daniel Pineda
- Erick A. Martin "E"
- César Martín del Campo
- Hiram "Chino" López 
- Chris Silva
- Víctor Ávila
- Enrique